# 比鲁兰
比鲁兰是马来西亚沙巴山打根省的一个城镇。它位于沙巴的东北部，距离省会山打根约88公里。比鲁兰可分为主镇和拜丹副县，特鲁必则已经于2010年代从比鲁兰分离称为一个新的县。

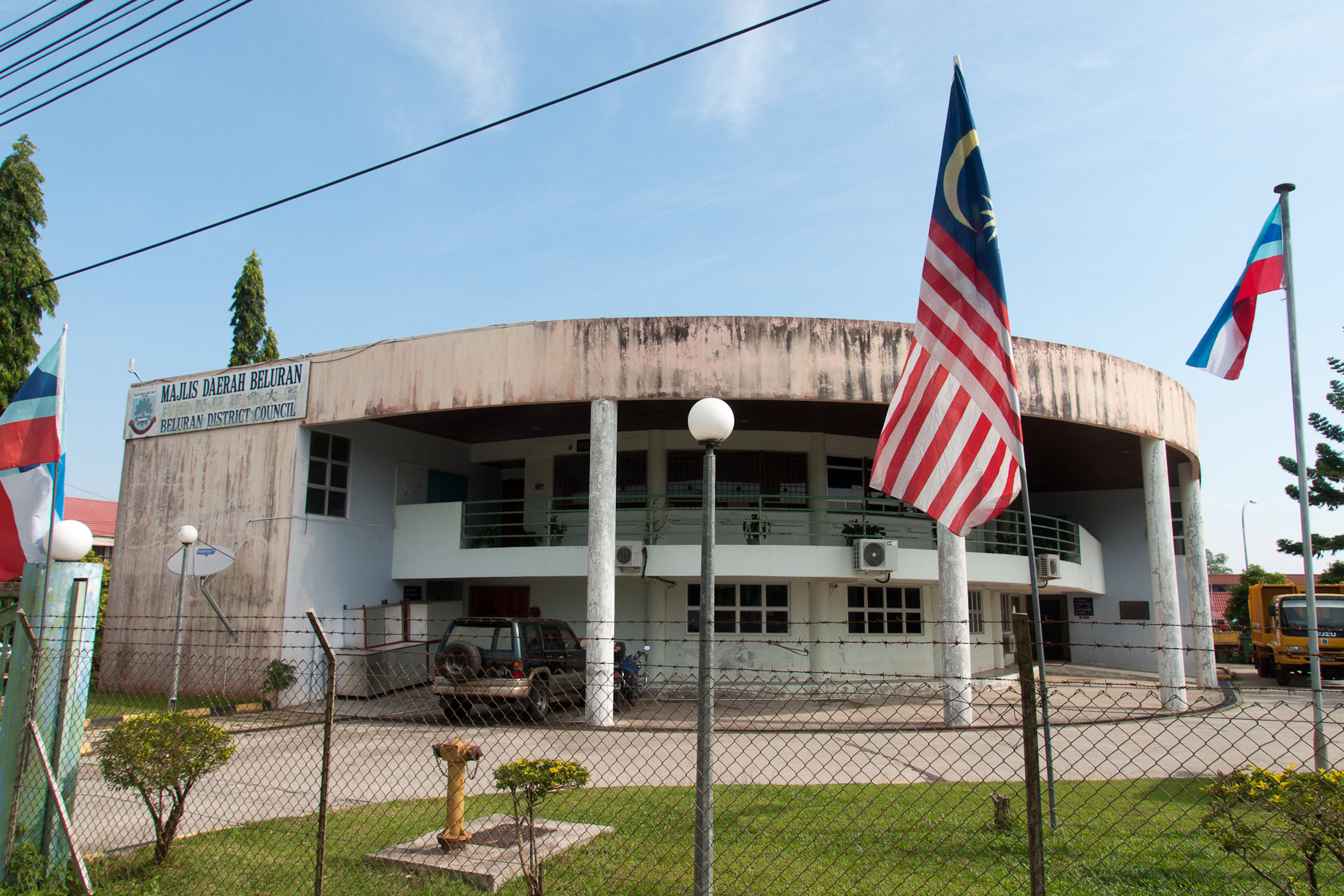
比鲁兰县议会

## 历史
比鲁兰这个名称由县内的一座山峰而来，在当地土著的语言则被称为"布鲁丹"（Buludan），因为英治时期官员的误读而使布鲁丹的拼写改为如今常用的"比鲁兰"。北婆罗洲渣打公司治理下的比鲁兰被称为"拉卜苏谷"（Labuk-Sugut），为两个地名的合称。1916年该地正式成立行政办公室，不过所有资料在二战期间已经被毁灭。根据旧资料B.S威利曾和克拉根（Klagan）一起受委为拉卜苏谷县的县长，但因为原址时常淹水，因此英国当局在后来讲县署办公室迁移到比鲁兰山脚下，形成了今日的比鲁兰镇。

## 人口
比鲁兰在2010年的人口为3,132人，其中大部分为卡达山－杜顺人、地提洞人、双溪人和非常少的华裔客家人。

## 教育
当地共有51至100间学校，皆是国民小学和中学。当地曾有两所华校不过因学生来源减少而关闭。

## 政治
比鲁兰属于比鲁兰国会议席，该议席在马来西亚下议院的代表为来自国盟土团党的罗纳·建迪，他也是现任马来西亚农业及食品工业部部长。